# Maywood (Nebraska)
Maywood – wieś w Stanach Zjednoczonych, w stanie Nebraska, w hrabstwie Frontier.